# Christian Daniel Rauch
Christian Daniel Rauch (født 2. januar 1777 i Arolsen, død 3. december 1857 i Dresden) var en tysk billedhugger. 
Søn af en fyrstelig kammertjener, en tid lærling hos en billedhugger (1790—97 elev under Valentin i Helsen og Ruhl i Kassel), derpå selv kammertjener hos kongen af Preussen, lykkedes det ham dog under venlig interesse fra dronning Louise at uddanne sig videre i skulptur; i 1802 kunne han udstille en sovende Endymion, en tid lærte han under Schadow, og efter at have modeleret en buste af dronning Louise fik han 1804 afsked fra sin tjenerstilling med pension. I 1805 kom han til Rom, hvor han under Wilhelm von Humboldts omsorg kom Thorvaldsen og Canova nær. I 1811 tilbage til Berlin skabte han her Dronning Louise liggende på dødslejet (1814) til mausoleet i Charlottenburg (senere et lignende mindesmærke for dronningen i Potsdams park), en skøn og yndefuld skikkelse (motivet med benene overkors næsten for graciøst), hvor naturstudium og ideal plastik mødes i udsøgt harmoni (gipseksemplar i Ny Carlsbergs Glyptotek). 
Samme stilskønhed træffes i hans øvrige portrætkunst, der omfatter hundreder af buster og statuer: stilen udpræget antik, det individuelle afdæmpet, også i det ydre apparat, hvor dragten (når uniformen undtages) kun en sjælden gang (Kant, Francke i Halle 1826) er moderne; hans friluftsstatuer har således gennemgående ubedækket hoved; kun efter udtrykkeligt kongeligt påbud gav han rytterstatuen af Frederik II i Berlin (1839, afsløret 1851, hans måske populæreste værk og forbilledet for mange andre monumenter) den historiske trekantede hat. Til hans tidligste portrætstatuer hører Scharnhorst og Bülow (i marmor) i Berlin (1815); i 1826 kom de to karakteristiske statuer af Blücher (Breslau, Berlin), samme år Goethemonumentet i Frankfurt a. M., i 1829 siddende statue af kong Max (München), 1841—46 statuen af Frederik Vilhelm II til mausoleet i Charlottenburg, tilsvarende gravstatuer af Ernst August og dronning Friederike i Herrenhausen (1841—55), endvidere statuer af Thaer i Berlin og generalerne Gneisenau og Yorck sammesteds, Dürer i Nürnberg og mange flere. 
Af buster skal blot eksempelvis nævnes: Thorvaldsen, i legemsstørrelse og kolossal målestok (for den danske konge 1827,  Busten fra 1816 i gips i Ny Carlsbergs Glyptotek), Goethe, Schleiermacher og kejser Alexander. Blandt Rauchs idealfigurer (Æskulap 1818, beklædt Danaide, nøgen Danaide 1844—52 etc.) er især hans sejrsgudinder betydelige. Ikke med urette har man sagt, at Rauch i kunsten har fastslået typen for en Victoria. Der er de 6 kolossale marmorvictorier for Walhalla, de to i bronze i Charlottenburg m. v. I basrelieffet, som Rauch har behandlet med fin plastisk sans (drikkende panter, reliefferne paa statuernes fodstykker etc.), slutter han sig nøje til antikken. I den religiøse plastik (Moses i Potsdam etc.) viser Rauch sig fra sin mindst betydelige side. Rauchs kunst, der følger den antikke overlevering og den Thorvaldsenske fortolkning, men går et kendeligt skridt videre end denne i moderne naturstudium, har ved sin ophøjede, klare ro og sin udpræget monumentale holdning haft overordentlig betydning for tysk, særlig berlinsk plastik, der længe holdt sig inden for de af ham afstukne baner. I 1865 blev alle hans værker i modeller og afstøbninger samlede i et Rauchmuseum i Berlin. I Ny Carlsberg Glyptotek findes endvidere en buste af Eugenie d'Alton (1849).